# Толстой Дмитро Олександрович
Толсто́й Дмитро́ Олекса́ндрович (рос. Толстой Дмитрий Александрович; 1754 — 30 липня (11 серпня) 1832) — граф, таємний радник (07.04.1817), губернатор Могильовської губернії (1812—1820).

## Біографія
Народився 1754 року в сім'ї Олександра Петровича Толстого та Євдокії Львівни Толстої (Ізмайлової).
У 1811 році призначений на посаду губернатора Могильовської губернії, перебував на цій посаді до 1820. Під час франко-російської війни 1812 року залишався в Могильові до останньої миті, організовуючи оборону міста.
Помер 30 липня (11 серпня) 1832 року. Похований у своєму маєтку в селі Грудинівка Биховського повіту Могильовської губернії.

## Сім'я
У 1789 році одружився з Катериною Олександрівною Вяземською. Подружжя мало 12 дітей: 5 синів та 7 дочок.